# Darren Dietz
Darren Dietz (ur. 17 lipca 1993 w Medicine Hat) – kanadyjski hokeista. Reprezentant Kazachstanu.

## Kariera
- Medicine Hat Hounds Bantam AAA (2007-2008)
- Medicine Hat Tigers Midget AAA (2008-2009)
- Lethbridge Y's Men Hurricanes Midget AAA (2009-2010)
- Saskatoon Blades (2009-2013)
- Hamilton Bulldogs (2013-2015)
- St. John’s IceCaps (2015-2016)
- Hershey Bears (2016-2017)
- Texas Stars (2016-2017)
- Barys Astana (2017-2019), Barys Nur-Sułtan (2019-2021)
- CSKA Moskwa (2021-2024)
- Awangard Omsk (2024)
- Awtomobilist Jekaterynburg (2024-2025)
- Dynama Mińsk (2025-)

Przez cztery sezony do 2013 występował w juniorskich rozgrywkach WHL w ramach CHL. W tym okresie w drafcie NHL z 2011 został wybrany przez Montreal Canadiens. Następnie w marcu 2013 podpisał kontrakt wstępujący z Montreal Canadiens na występy w NHL. Od 2013 zagrał dwa sezony w jego zespole farmerskim, Hamilton Bulldogs, w AHL. W rozgrywkach NHL w barwach Montreal Canadiens grał w sezonie NHL (2015/2016), jednak wówczas głównie grał w drużynie farmerskiej, St. John's IceCaps, AHL. Następnie, w połowie 2016 został przetransferowany do Washington Capitals, jednak w sezonie 2016/2017 nadal grał w lidze AHL, w barwach Hershey Bears, a później Texas Stars. W połowie 2017 został zawodnikiem kazachskiego klubu Barys Astana, występującego w rosyjskich rozgrywkach KHL. Po sezonie KHL (2017/2018), w kwietniu 2018 przedłużył kontrakt o dwa lata. W grudniu 2021 przeszedł do CSKA Moskwa. W połowie 2022 przedłużył tam kontrakt o trzy lata. W maju 2024 przeszedł do Awangarda Omsk. Od początku grudnia 2024 był zawodnikiem Awtomobilista Jekaterynburg, a w czerwcu 2025 przeszedł do Dynama Mińsk.
W barwach seniorskiej kadry Kazachstanu uczestniczył w turniejach mistrzostw świata edycji  2019, 2021, 2022.

## Sukcesy
Reprezentacyjne
- Awans do MŚ Elity: 2019 z Kazachstanem

Klubowe
- Scotty Munro Memorial Trophy: 2011 z Saskatoon Blades
- Puchar Gagarina – mistrzostwo KHL: 2022, 2023 z CSKA Moskwa
- Złoty medal mistrzostw Rosji: 2020, 2022, 2023 z CSKA Moskwa

Indywidualne
- WHL (2012/2013):
  - Pierwsze miejsce w klasyfikacji strzelców wśród obrońców w sezonie zasadniczym: 24 gole
  - Pierwszy skład gwiazd WHL Wschód
- KHL (2017/2018):
  - Skład gwiazd miesiąca: sierpień 2017[11]
- KHL (2018/2019):
  - Najlepszy obrońca miesiąca: wrzesień 2018[12], listopad 2018[13]
  - Mecz Gwiazd KHL
  - Pierwsze miejsce w klasyfikacji strzelców w sezonie zasadniczym: 15 goli
    - Trzecie miejsce w klasyfikacji strzelców zwycięskich goli meczowych w sezonie zasadniczym: 8 goli

  - Pierwsze miejsce w klasyfikacji asystentów w sezonie zasadniczym: 38 asyst
  - Pierwsze miejsce w klasyfikacji kanadyjskiej w sezonie zasadniczym: 53 punktów
  - Pierwsze miejsce w klasyfikacji średniego czasu gry w meczu wśród obrońców w sezonie zasadniczym: 23,45 min.
  - Drugie miejsce w klasyfikacji minut kar w fazie play-off: 45
  - Trzecie miejsce w klasyfikacji średniego czasu gry w meczu wśród obrońców w fazie play-off: 26,03 min.
  - Złoty Kask (przyznawany sześciu zawodnikom wybranym do składu gwiazd sezonu)
- Mistrzostwa Świata w Hokeju na Lodzie 2019/I Dywizja#Grupa A:
  - Trzecie miejsce w klasyfikacji asystentów turnieju: 4 asysty[14]
  - Najlepszy obrońca turnieju[15]
  - Skład gwiazd turnieju[16]
- KHL (2019/2020):
  - Piąte miejsce w klasyfikacji strzelców wśród obrońców w sezonie zasadniczym: 11 goli
  - Piąte miejsce w punktacji kanadyjskiej wśród obrońców w sezonie zasadniczym: 32 punkty
  - Czwarte miejsce w klasyfikacji średniego czasu gry w meczu wśród obrońców w sezonie zasadniczym: 23,06 min
- KHL (2020/2021):
  - Pierwsze miejsce w klasyfikacji strzelców wśród obrońców w sezonie zasadniczym: 17 goli
  - Trzecie miejsce w punktacji kanadyjskiej wśród obrońców w sezonie zasadniczym: 37 punktów
- Mistrzostwa Świata w Hokeju na Lodzie 2021 (elita):
  - Pierwsze miejsce w klasyfikacji średniego czasu na lidzie w meczu podczas turnieju: 26,16 min.[17]
- KHL (2021/2022):
  - Czwarte miejsce w klasyfikacji strzelców wśród obrońców w sezonie zasadniczym: 10 goli
- KHL (2022/2023):
  - Czwarte miejsce w klasyfikacji strzelców wśród obrońców w fazie play-off: 4 gole
  - Trzecie miejsce w klasyfikacji asystentów wśród obrońców w fazie play-off: 7 asyst
  - Drugie miejsce w klasyfikacji kanadyjskiej wśród obrońców w fazie play-off: 11 punktów
  - Zwycięski gol w siódmym meczu o Puchar Gagarina: Ak Bars Kazań - CSKA 2:3 (29 kwietnia 2023)[18][19]
  - Najlepszy obrońca etapu - finał o Puchar Gagarina[20]